# لويس ووترمان
لويس إديسون ووترمان (بالإنجليزية: Lewis Edson Waterman) (18 نوفمبر 1837 - 1 مايو 1901) مطور قلم الحبر السائل ومؤسس شركة أقلام ووترمان.
في عام 1883، عمل ووترمان كموظف تأمين في نيويورك. استعدادًا لتوقيع أحد أفضل العقود، اشترى قلم حبر جديد، لسوء حظه كسر القلم، وانسكب الحبر على العقد. هرع ووترمان إلى مكتبه للحصول على عقد آخر، ولكن انكسر قلم آخر، لتلغى الصفقة.
بعد خسارته تلك، سعى ووترمان لصناعة قلم أفضل في ورشة شقيقه فرانك. استخدم الخاصية الشعرية ليصنع قلم الحبر السائل عام 1884. بدأ ووترمان في بيع أقلامه، وقدم ضمانًا لمدة خمس سنوات. ثم فتح مصنع في مونتريال عام 1899، وقدم مجموعة متنوعة من التصاميم. بعد وفاته في عام 1901، نمّى ابن أخيه فرانك تجارته، حتى زادت المبيعات إلى 350,000 قلم سنويًا. أدخل اسم لويس ووترمان في قاعة مشاهير المخترعين الوطنية في عام 2006.

## وصلات خارجية
- About.com Inventors[وصلة مكسورة]